# 八岔路镇
八岔路镇，是中华人民共和国山東省聊城市临清市下辖的一个乡镇级行政单位。

## 行政区划
八岔路镇下辖以下地区：
路庄村、前常二庄村、后常二庄村、前杨坟村、后杨坟村、东潘庄村、李兴寨村、影庄村、官庄村、西二庄村、南柴庄村、赵塔头村、马塔头村、刘塔头村、国塔头村、娄塔头村、辛集南队村、辛集北队村、艾寨村、西艾寨村、潘彭店村、杨彭店村、杨二庄村、田庙村和万庄村。